# Anousha Nzume
Anousha Nzume (Moskou) is een Nederlands actrice, columniste, programmamaakster, presentatrice, cabaretière, zangeres, podcast-maker en schrijfster.

## Jeugd en opleiding
Nzume is de dochter van een Russische moeder met een Joodse achtergrond, gepromoveerd in de biochemie, en een Kameroense vader, die in de Sovjet-Unie geneeskunde studeerde. Het gezin kwam naar Nederland voor de artsencarrière van haar vader toen Nzume vier jaar oud was. Haar moeder begon als bioloog aan de Universiteit van Amsterdam. Toen Nzume vijf jaar oud was keerde haar vader terug naar Kameroen, waar hij later een ziekenhuis oprichtte. Haar moeder wilde met Anousha in Nederland blijven, en dus scheidden haar ouders. Haar moeder hertrouwde een paar jaar later met een witte Amsterdammer. Nzume groeide op bij haar moeder en stiefvader, in de Amsterdamse wijk Buitenveldert (tuinstad). Ze ging eerst naar de lagere school op de Sint-Jozefschool in Amstelveen, maar na een jaar ging ze daar weg nadat ze racistisch was gepest en uitgescholden door medeleerlingen zonder dat de juffrouw ingreep. Ze vervolgde het basisonderwijs op de Michiel de Ruyterschool, ook in Amstelveen. Ze zat op het vwo (voorbereidend wetenschappelijk onderwijs) op het Casimir Lyceum Amstelveen en vervolgens op het Montessori Lyceum Amsterdam. Op de middelbare school gebruikte men voor haar de achternaam van haar stiefvader, Steijn. Sinds haar achttiende gebruikt ze die naam niet langer. Na de middelbare school ging ze naar de Kleinkunstacademie in Amsterdam. Eind jaren 1990 studeerde ze drie jaar lang acteren en regie in New York bij The New York Performance Works en bij The Barrow Group.

## Loopbaan
Ze speelde onder andere in Onderweg naar Morgen (1994-1996, rol Hetty van der Laan) en Vrouwenvleugel (1995). Op toneel stond ze in de musicals Josephine over Josephine Baker (1991-1993, regie Billy Wilson, rol Ethel Waters) en De Roze Krokodillen, geschreven door Haye van der Heyden en geregisseerd door Aram Adriaanse (1992-1993, rol Don, Sister / Nachtclub-zangeres). In 2000 stond ze in de finale van het Leids Cabaret Festival en in de jaren daarna speelde ze twee solovoorstellingen en een duovoorstelling met Colette Noteboom. Met Jeremy Baker schreef ze de NTR-televisieserie Schoolplein (2006).
Ze sprak zich publiekelijk uit tegen het seksisme en racisme in het boek Alleen maar nette mensen van Robert Vuijsje in 2008, in een brief in de Volkskrant en bij De Wereld Draait Door.
In seizoen 2014-2015 was Nzume "druktemaker" (columnist) in het radioprogramma De Nieuws BV van BNNVARA. Ze presenteerde enkele programma's voor NTR-radio en Net5.
Nzume schreef artikelen voor onder andere de Volkskrant, nrc.next en Esta. Ze zong als achtergrondzangeres op het album Bongo-girl van de Duitse zangeres Nena en nam deel aan de tour bij het album.

### Samenwerking met Clark Accord
In 2010 richtte Nzume met Clark Accord, met wie ze goed bevriend was, Stichting Sunshiptree op, "een productiehuis dat staat voor de Nieuwe (multiculturele) Nederlander met diversiteit als inspiratiebron".
Accord en Nzume richtten ook Black Ink op, waarmee ze verschillende media in contact konden brengen met zwarte presentatoren, schrijvers en programmamakers. Black Ink hield een aantal keer een live talkshow waarbij ze ook met het publiek in gesprek gingen. In 2009 maakten ze samen met Irma Accord Just like U, een film over seksualiteit waarin zwarte jongeren hun eigen verhaal vertelden. De film was een uitgave van de Rutgers Nisso Groep en was mede mogelijk gemaakt door het ministerie van Volksgezondheid, Welzijn en Sport en de internationale Planned Parenthood Federation (PPF). De film werd onder andere vertoond op een Black Ink-avond in Pakhuis de Zwijger.
Ze werkte ook met Accord samen bij de muziektheatervoorstelling De koningin van Paramaribo, op basis zijn gelijknamige debuutroman (1999) over Wilhelmina Rijburg, alias Maxi Linder (1902-1981). Accord schreef de tekst, Inna van den Hogen was de regisseur en Nzume was de artistiek leider van de voorstelling, speelde zelf in de voorstelling mee en schreef de liedteksten. Het stuk ging in première in januari 2011. Het werd honderd keer opgevoerd in diverse theaters in Nederland. Op 7 mei 2011 was de laatste opvoering. Op diezelfde dag werd bekendgemaakt dat Accord ernstig ziek was. Hij overleed twee dagen later aan de ziekte .

### HormonologenenOpvliegers
Nzume speelde in drie theatervoorstellingen die deels de overgang en de menopauze als onderwerp hadden: Hormonologen, geschreven door Yvonne van den Hurk, die zelf ook een rol speelt, met verhalen van vrouwen die in de overgang zijn (2012-2013) en Opvliegers (2015) en Opvliegers 2 (2016) door Rick Engelkes Producties dat "op komische wijze de belevenissen van vrouwen in de menopauze behandelde".

### COC-demonstratie
Nzume sprak zich in 2013 uit tegen de Russische anti-homopropagandawet en presenteerde dat jaar de door COC Nederland georganiseerde demonstratie aan het Amsterdamse Oosterdok tijdens het bezoek van president Poetin op 8 april dat jaar.

### PIET MGZN
Vanaf 2014 roerde Nzume zich in het zwartepietendebat, waarbij ze samen met andere tegenstanders stelde dat de figuur stereotyperende en racistische eigenschappen heeft en pleitte voor aanpassing. Ze was een van de mensen achter de eenmalige glossy PIET MGZN die uitkwam in 2015 (ISBN 978-90-824560-0-4). De uitgave werd mede mogelijk gemaakt door de Erasmus Universiteit Rotterdam (en de Erasmus School of History, Culture en Communication en het Erasmus Trustfonds), het Amsterdam fonds voor de kunst en Stichting Democratie en Media; Klazien de Vries deed de eindredactie en de redactie bestond, naast Nzume, uit onder anderen Samir Azrioual, John Olivieira, Jacco van Sterkenburg, Alex van Stipriaan, Karola Doedijns, Aya Hashim en Jennifer Schreurs.

### Uitgesloten
De door Nzume gemaakte vierdelige televisieserie Uitgesloten werd vanaf 22 februari 2015 uitgezonden door de NTR. In de serie onderzocht Nzume discriminatie, vooroordelen, racisme en uitsluiting, bijvoorbeeld op de werkvloer en in het voetbal, onder andere op grond van afkomst, leeftijd en dik zijn.

### #ZegHet
Samen met Anke Laterveer en Stella Bergsma nam Nzume op 2 november 2015 het initiatief om eigen ervaringen met seksueel misbruik te delen, voorzien van de hashtag #ZegHet, en daarmee ook anderen uit te nodigen zich uit te spreken. Het initiatief leidde tot een groot aantal reacties en berichten waarin ook anderen hun verhalen deelden.

### Podcast
Samen met Ebissé Wakjira-Rouw en Mariam El Maslouhi heeft Nzume in 2016 de podcast Dipsaus opgericht, een maatschappijkritische podcast door en voor vrouwen van kleur en alle andere geïnteresseerden en ondersteund door het Stimuleringsfonds voor de Journalistiek. De eerste aflevering verscheen op maandag 7 november 2016. De eindredactie is in handen van Sayonara Stutgard. Dipsaus heeft ook enkele boeken samengesteld en uitgebracht, in samenwerking met Uitgeverij Pluim.

### BoekHallo witte mensen
In 2017 publiceerde Nzume het boek Hallo witte mensen over wit privilege en racisme.

### Black Achievement Award
In oktober 2018 werd de Black Achievement Award in de categorie mens en maatschappij aan haar toegekend.

### TentoonstellingZijn joden wit?
Samen met Gideon Querido van Frank en Lievnath Faber was Nzume in 2021 gastconservator van het Joods Cultureel Kwartier. Zij hebben de tentoonstelling Zijn joden wit? ingericht, met onder andere een video-installatie met interviews. De tentoonstelling was van 5 juni tot 1 augustus te zien in het Kunstkabinet van het Joods Historisch Museum. Aan de tentoonstelling was een reeks optredens, debatten en interviews verbonden. Aanleiding voor de tentoonstelling was een artikel van Querido van Frank in Vrij Nederland.

### Filmproducent
De eerste film waarvan Nzume producent is heet Master of Light. De film wordt vertoond op muziek- en filmfestival South by Southwest (SXSW) in maart 2022 en is een productie van One Story Up (Verenigde Staten) en het Nederlandse documentairemakerscollectief Docmakers. De film gaat over George Anthony Morton, een Amerikaanse kunstenaar. Rosa Ruth Boesten is de regisseur. Overige producenten zijn Ilja Roomans, Roger Ross Williams en Geoff Martz. Op 16 november 2022 kwam de film beschikbaar op HBO Max.

### BoekHallo witte scholen
Nzumes boek Hallo witte scholen - Klasse heeft ook een kleur werd op 2 november 2023 gepubliceerd door Uitgeverij Pluim. De werktitel was Hoe was het vandaag?. Het boek gaat over kleur, klasse en kansenongelijkheid in het onderwijs. Voor het boek gebruikte Nzume, naast haar eigen schoolervaringen, veel wetenschappelijk onderzoek, waarbij ze samenwerkte met leerkracht Arzu Aslan.

## Politiek
Op 31 oktober 2020 werd de kandidatenlijst van BIJ1 voor de Tweede Kamerverkiezingen 2021 vastgesteld in de algemene ledenvergadering. Nzume stond als kandidaat-Tweede Kamerlid op nummer 17 van de lijst.

## Programma's gepresenteerd door Nzume
- 2014-2015 (seizoen) "druktemaker" (columnist) bij radioprogramma De Nieuws BV, BNNVARA[6][11]
- vanaf 2006 - De Tafel Van Een, talkshow voor Women Inc.
- 2015 - Uitgesloten, vierdelig serie, NTR
- 2010-2014 - Dichtbij Nederland Radio, NTR
- 2009 - De tafel van 5, Net5
- 2008-2009 - Nieuw Amsterdam Praat, AT5
- Beauty&Zo, Net5

## Programma's en voorstellingen waarin Nzume acteerde
- 2016 - Opvliegers 2, toneelvoorstelling[25]
- 2015 - Opvliegers, toneelvoorstelling[24]
- 2015 - Meiden van de Herengracht, Net5
- 2014 - Nieuwe Buren, RTL 4
- 2013 - The Passion, EO
- 2012-2013 - Hormonologen, toneelvoorstelling, geschreven door Yvonne van den Hurk[23]
- 2010-2011 - Vrijland, KRO
- 2007 - Koefnoen, AVRO
- 2010-2013 - Koningin van Paramaribo, toneelvoorstelling
- 2007 - Poppenkoppen, toneelvoorstelling
- 2006 - Schoolplein, NPS
- 2004 - Toen was geluk heel gewoon, KRO
- 2001 - Bradaz, NPO
- 1999-2000 - Ben zo terug, VARA
- 1999 - Oppassen!!!, VARA
- 1994-1999 - Het Zonnetje in Huis, VARA/RTL 4
- 1998 - SamSam, RTL 4
- 1993-1995 - Vrouwenvleugel, RTL 4
- 1994 - Onderweg naar Morgen, TROS
- 1993 - Niemand de deur uit!, RTL 4
- Eiland, toneelvoorstelling
- Voor-Spel, toneelvoorstelling
- Guiding Light, (soap, USA)
- Passion, (soap, USA)
- 1992-1993 - De Roze Krokodillen, toneelvoorstelling (regie Aram Adriaanse, rol Don, Sister / Nachtclub-zangeres)[9]
- 1991-1993 - Josephine the Musical, toneelvoorstelling (regie Billy Wilson, rol Ethel Waters)[8]
- 1991 - De grote doorbraak van Charlie de Boer, toneelvoorstelling (auteur, muziek en regie Tom Oosterhuis)[57]